# Zawady (gmina Dzierzgowo)
Zawady – wieś sołecka w Polsce, położona w województwie mazowieckim, w powiecie mławskim, w gminie Dzierzgowo.
| SIMC    | Nazwa               | Rodzaj  |
| ------- | ------------------- | ------- |
| 0114488 | Kolonia Choszczewka | kolonia |

W latach 1975–1998 miejscowość należała administracyjnie do województwa ciechanowskiego.